# Mikroskop
Mikroskop (iz grških besed  μικρός, mikrós - »majhno« in starogrško σκοπεῖν, skopeîn - »gledati« ali »videti«) - slovensko drobnogled - je naprava za opazovanje objektov, ki so premajhni, da bi jih lahko videli s prostim očesom. Znanost, ki raziskuje male objekte s tako napravo, se imenuje mikroskopija/mikrobiologija. Izraz mikroskopsko, pomeni, da je nekaj zelo majhno, vidno le pod mikroskopom in nevidno za prosto oko.  

## Zgodovina mikroskopa
Zgodovina mikroskopa sega skoraj 1200 let v preteklost, ko je Abbas Ibn Firnas naredil korektivne leče. Ibn al-Haitam je s svojo Knjigo o optiki, ki je bila napisana med letoma 1011 in 1021, postavil temelje za optično raziskovanje povečevalnega stekla. Okoli leta 1000 je neznani izumitelj predstavil bralni kamen, ki je povečal napisano besedilo na katerega je bil položen.
Težko je reči, kdo je naredil prvi mikroskop. Izum po navadi pripisujemo Zachariasu Jansenu, nizozemskemu izdelovalcu očal iz Middelburga. Ta naj bi bil okoli leta 1590, verjetno s pomočjo svojega očeta, Hansa Jansena (ali Janssena), izdelal preprost prototip mikroskopa: cev z lečo na vsaki strani. Med možnimi izumitelji mikroskopa sta tudi Galileo Galilei in Hans Lippershey. Galileo je leta 1609 sestavil mikroskop s konkavno in konveksno lečo, Giovanni Faber pa je za to Gallilejevo napravo leta 1625 skoval ime »mikroskop«. 
Najbolj pogost tip mikroskopa — in tudi prvi, ki so ga izumili — je svetlobni mikroskop. Je optični instrument in vsebuje eno ali več leč, ki prikažejo povečano sliko objekta. Zraven svetlobnega mikroskopa obstaja še mnogo več vrst mikroskopov.

## Ločljivost mikroskopa
Velikost povečave izračunamo s množenjem leče okularja in leče objektiva. Zaradi uklona svetlobe niso dosegljive poljubno velike povečave mikroskopa, saj se svetlobni žarki na robu odprtine (npr. leče) ukloni in širi tudi v geometrijsko senco. Uklon je tem bolj opazen, čim večja je valovna dolžina v primerjavi z velikostjo odprtine. Zaradi uklona se svetla točka ne presilka v točko, ampak v nekoliko večjo liso z zabrisanimi robovi. Če se lisi dveh sosednjih točk prekrivata, iz slike ne moremo več ugotoviti, ali gre za sliko ene same točke, ali pa za prekrivajoči se sliki dveh ali več točk. Kot ločljivost mikroskopa (oznaka d) definiramo najmanjšo razdaljo med točkama, ki ju v idealnih pogojih še razločimo kot dve točki. Za uklon na okrogli odprtini je ločljivost podana z izrazom:
{\displaystyle d={\frac {0{,}61\,\lambda }{\textit {NA}}}}
Pri tem je λ valovna dolžina svetlobe, NA pa numerična odprtina leče (objektiva), določena z izrazom
{\displaystyle {\textit {NA}}=n\,\sin \alpha }
n je lomni količnik sredstva med predmetom in lečo, α pa kot med optično osjo in zveznico, ki povezuje gorišče in rob leče. Običajno se vzame za valovno dolžino vrednost 550 nm, kar ustreza zeleni svetlobi, lomni količnik pa je od 1 (zrak) do 1,5 za oljno imerzijske objektive.

## Tipi
Mikroskope v osnovi ločimo v tri razrede: Mikroskopi optične teorije (svetlobni mikroskop), elektronski mikroskopi (npr., presevni elektronski mikroskop) in ang., scanning probe microscope (SPM)
Mikroskopi optične teorije so mikroskopi, ki delujejo na principu optične teorije leč, da povečajo sliko, ki nastane s prehodom svetlobnih valov skozi primerek. Valovi so lahko elektromagnetno valovanje pri svetlobnih mikroskopih ali snop elektronov pri elektronskih mikroskopih. 

### Svetlobni mikroskop
Svetlobni mikroskop ali svetlobni drobnogled uporablja svetlobno valovanje v vidnem spektru, je najpreprostejši in se ga zato tudi najbolj uporablja. 
Svetlobni mikroskopi po navadi uporabljajo refraktivne steklene leče, včasih pa so leče tudi iz plastike ali kremena. Njihova naloga je, da usmerijo svetlobo v oko ali kak drug svetlobni senzor. Zrcalni svetlobni mikroskopi delujejo na enak način. Tipična povečava svetlobnega mikroskopa, ki deluje v spektru vidne svetlobe je do 1500 kratna, s teoretično resolucijo 0,2 μm (200 nm). Specializirane tehnike lahko presežejo to povečavo, toda resolucija je omejena z uklonom. 
V posebnih primerih, se lahko v svetlobnih mikroskopih uporabljajo tudi valovne dolžine svetlobe izven vidnega spektra. Resolucijo lahko povečamo, če uporabimo na primer ultravijolično svetlobo, ki ima krajšo valovno dolžino. Valovne dolžine v bližini infrardeče svetlobe se uporabljajo za predstavitev vezji v vezanem siliciju, ker je silicij v tem spektru transparenten. Mnoge valovne dolžine svetlobe, od ultravijolične do vidne svetlobe, se lahko uporabljajo tudi za to, da sprožijo fluorescentne emisije iz objektov, kar je nato vidno s prostim očesom ali občutljivo kamero.  

#### Deli mikroskopa
Sestavljen je iz mehanskih in optičnih delov.
Optični del mikroskopa tvorijo: leče oz. lečja (sistemi leč), objektiv (prikazuje sliko), okular (sliko dodatno poveča), kondenzor (enakomerna osvetlitev preparata) z zaslonko in kolektor z zaslonko, ali lučka
Mehanski del mikroskopa tvorijo: Podstavek, vijaka za fino ali grobo nastavljanje ostrine slike, tubus, revolver, mikroskopska mizica, vijaka za premikanje preparata, vijak za premikanje kondezorja. 
Povečavo mikroskopa izračunamo tako, da pomnožimo povečavo okularja in povečavo objektiva. Poleg povečave je pomembna tudi ločljivost mikroskopa, ki določa najmanjšo razdaljo, pri kateri še lahko razločimo dve točki.

### Elektronski mikroskop
Elektronski mikroskop je vrsta mikroskopa, ki uporablja snop elektronov, da osvetli primerek in ustvari sliko visoke povečave. Elektronski mikroskopi imajo dosti večjo moč kot svetlobni mikroskopi. Dosežejo lahko do 2 milijon kratno povečavo, v primerjavi s svetlobnimi, ki dosežejo le 2000-kratno povečavo. Tako kot svetlobni mikroskopi, imajo tudi elektronski mikroskopi omejitev pri resoluciji. Odvisna je od uporabljene valovne dolžine. Večja resolucija in povečava elektronskega mikroskopa je posledica dejstva, da je valovna dolžina elektrona, mnogo manjša od valovne dolžine fotona. 
Elektronski mikroskop uporablja elektrostatične in elektromagnetne leče. Sliko sestavlja tako, da vodi snop elektronov in ga fokusira na specifično ravnino, relativno na opazovalni objekt, podobno kot svetlobni mikroskop uporablja leče, da fokusira svetlobo na ali skozi objekt in tako tvori sliko.